# Tubthumper
Tubthumper é um álbum de estúdio do grupo Chumbawamba, lançado em 1997.

## Faixas
1. "Tubthumping" – 4:39
2. "Amnesia" – 4:08
3. "Drip, Drip, Drip" – 5:08
4. "The Big Issue" – 4:37
5. "The Good Ship Lifestyle" – 5:13
6. "One by One" – 5:45
7. "Outsider" – 4:08
8. "Creepy Crawling" – 4:03
9. "Mary, Mary" – 4:58
10. "Smalltown" – 3:13
11. "I Want More" – 4:01
12. "Scapegoat" – 5:07